# しろー大野
しろー大野（しろーおおの、1968年 - ）は、日本の漫画家・イラストレーター。福島県出身。ゲームのキャラデザインも手がけたことがある。男性。妻は同じく漫画家・イラストレーターの星野由美子。

## 漫画作品単行本リスト
- しろー駄作劇場（ムッシュゴリグリ鈴木・ド・ヤコペッティの優雅な生活）
- 「双葉社 4コマまんが王国」シリーズ
- ネオジオコミック海賊本
- SAMURAI SPIRITS 覇王丸地獄行
- 真SAMURAI SPIRITS 覇王丸地獄変
- オズヌ（6巻まで出版されているが未完）
- 新しびとの剣

## 挿絵
- 「ダブルクロス・リプレイ・トワイライト」シリーズ
- オウガバトル64 黎明編
- アテナ 選ばれし少女
- 真説サムライスピリッツ武士道烈伝
- リムーブカース
- 創星の樹
- パンツァーポリス1935

## ゲーム関連
- 真説サムライスピリッツ武士道烈伝（キャラクターデザイン）
- サムライスピリッツ　斬紅郎無双剣（勝利画面などの原画）
- ファージアスの邪皇帝（薄葉士郎名義で原作企画版・漫画・挿絵/しろー大野名義でPCエンジン SUPER CD-ROM2版キャラクターデザイン）
- ミサイルファイター（発売中止）
- 一血卍傑-ONLINE-（キャラクターデザイン）

このほかマルカツ、電撃系列ゲーム誌の挿絵を一部担当。